# Sariska nationalpark
Sariska nationalpark, på engelska även känd som Sariska Tiger Reserve, är en nationalpark i Indien.   Den ligger i distriktet Alwar och delstaten Rajasthan, i den norra delen av landet, 160 km sydväst om huvudstaden New Delhi. Sariska nationalpark ligger 608 meter över havet.

## Geografi
Terrängen i Sariska nationalpark är huvudsakligen lite kuperad. Runt Sariska nationalpark är det tätbefolkat, med 286 invånare per kvadratkilometer. Trakten runt Sariska nationalpark består till största delen av jordbruksmark.